# کارآگاه محله چینی‌ها ۱۹۰۰
کارآگاه محله چینی‌ها ۱۹۰۰ (انگلیسی: Detective Chinatown 1900) فیلمی در ژانر کمدی معمایی و زوج هنری محصول سال ۲۰۲۵ چین به کارگردانی چن سیچنگ و دای مو و با بازی وانگ بائوچیانگ، توربو لیو و حضور ویژهٔ چو یون فات است. این فیلم چهارمین دنبالهٔ فرنچایز کارآگاه محله چینی‌ها به‌شمار می‌رود.
این فیلم در سال ۱۹۰۰ در سان فرانسیسکو واقع شده و داستان تحقیقات چین فو و آه گوی دربارهٔ قتل یک زن سفیدپوست در محله چینی‌ها را روایت می‌کند. این فیلم در ۲۹ ژانویه ۲۰۲۵ در طی سال نو چینی منتشر شد.